# NGC 9

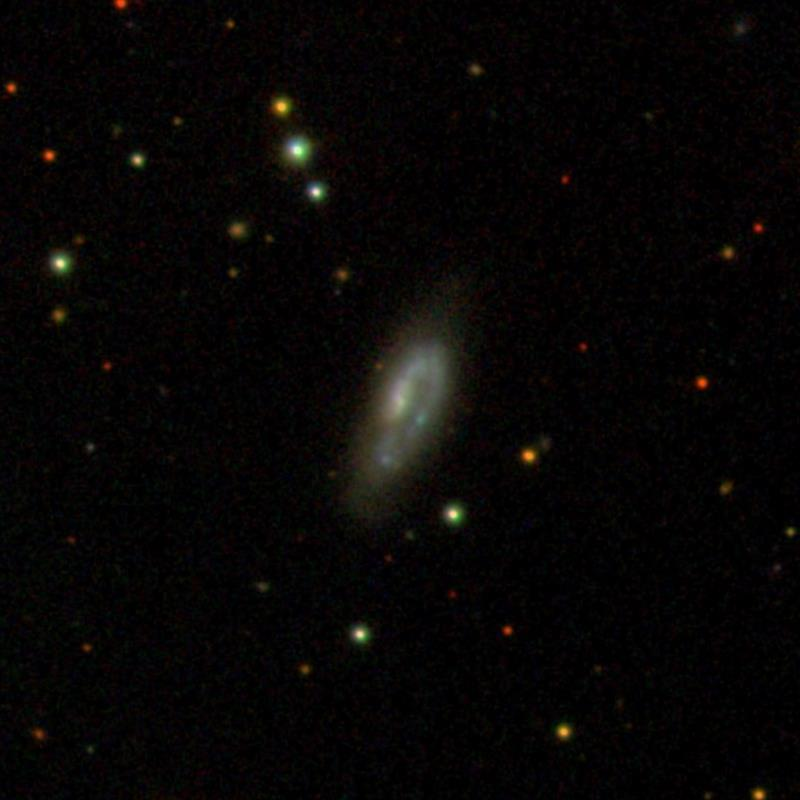
NGC 9

NGC 9是飛馬座的罕有的漩渦星系。星等為13.7，赤經為8分54.5秒，赤緯為+23°49'4"。在1865年9月27日被首次發現。
紅位移有4528km／s